# لياندرو بيمينتا
لياندرو بيمينتا (9 يوليو 1990 بألبوفيرا في البرتغال - ) هو لاعب كرة قدم برتغالي في مركز الوسط. شارك مع منتخب البرتغال تحت 16 سنة لكرة القدم ومنتخب البرتغال تحت 17 سنة لكرة القدم ومنتخب البرتغال تحت 19 سنة لكرة القدم ومنتخب البرتغال تحت 20 سنة لكرة القدم ومنتخب البرتغال تحت 21 سنة لكرة القدم. أما مع النوادي، فقد لعب مع أتليتيكو كلوب دي برتغال ونادي بنفيكا ونادي بيرا مار ونادي جل فيسنتي ونادي فاتيما وS.L. Benfica B ‏.

## وصلات خارجية
- لياندرو بيمينتا على موقع قاعدة بيانات كرة القدم.إي يو (الإنجليزية)
- لياندرو بيمينتا على موقع Soccerway.com (الإنجليزية)
- لياندرو بيمينتا على موقع AS.com (الإسبانية)